# Johan Lüdeke
Johan Anton August Lüdeke, född 24 augusti 1772 i Magdeburg, död 26 december 1838 i Stockholm, var en tysk-svensk präst och konstnär.
Han var son till pastorn vid den tyska församlingen i Stockholm Christoph Wilhelm Lüdeke och Sophia Elisabeth Hohleisen och från 1825 gift med Gustava Carolina Wadström. Lüdeke blev fil. mag. i Göttingen 1798 och prästvigdes i Uppsala 1779. Han blev hovpredikant 1801 och pastor samt extra ordinarie kyrkoherde i Hedvigs församling i Norrköping. Från 1807 fram till sin död var han pastor vid den tyska församlingen i Stockholm. I samband med Karl XIV:s kröning 1818 utnämndes han till teol. dr. Lüdeken är representerad med teckningar vid Uppsala universitetsbibliotek.   